# Taviano
Taviano é uma comuna italiana da região da Puglia, província de Lecce, com cerca de 12.506 habitantes. Estende-se por uma área de 21 km², tendo uma densidade populacional de 596 hab/km². Faz fronteira com Gallipoli, Matino, Melissano, Racale.

## Demografia
| Variação demográfica do município entre 1861 e 2011                               |
|                                                                                   |
| Fonte: Istituto Nazionale di Statistica (ISTAT) - Elaboração gráfica da Wikipedia |